# Winfried Müller (Mediziner)
Winfried Müller (* 28. November 1932 bei Berlin; † 4. Juli 2022 in Erfurt) war ein deutscher Ophthalmologe, Künstler und Lyriker.

## Leben und Wirken
Müller studierte ab 1950 Medizin an der Humboldt-Universität Berlin, unterbrochen durch eine Exmatrikulation wegen Beteiligung an Aktivitäten am 17. Juni 1953. 1958 begann er seine Ausbildung zum Ophthalmologen an der Medizinischen Akademie Erfurt. Er baute dort eine Abteilung für Elektrophysiologie des Auges auf, die in enger Kooperation mit der Technischen Hochschule Ilmenau internationalen Ruf erwarb und einen Weltkongress der ISCEV in Erfurt ausrichten konnte. Ausgerüstet mit dem ersten Operationsmikroskop von Zeiss Jena wurde 1968 unter Leitung von Müller in Erfurt mit der Mikrochirurgie des Auges begonnen und 1976 mit der Glaskörperchirurgie. Müller konnte eine einjährige Gastprofessur in Baltimore (USA) erreichen. Er verfasste Bücher und andere Publikationen zur Spaltlampenfotografie, Gonioskopie und zu den Netzhautablösungen am Auge. Ein besonderes Anliegen war Müller auch die Weiterbildung von Augenärzten, so im "Erfurter Ophthalmologen-Gespräch". Müller wurde Anfang der 1990er Jahre Chefarzt der Klinik für Augenkrankheiten am Klinikum.
Müller hatte ein gespanntes Verhältnis zur DDR-Politik. Er arbeitete anfangs im Demokratischen Aufbruch mit und initiierte an der Medizinischen Akademie Erfurt deren politische Wende ab November 1989. Er war Leiter einer Arbeitsgruppe Demokratie an der MAE und wurde verantwortlicher Redakteur der "Hochschulzeitung", des früheren SED-geführten "Akademie-Spiegel". Müller kämpfte besonders für die Erhaltung der Akademie als Hochschule, die jedoch trotz positiver Evaluierung durch den Wissenschaftsrat zum Ende des Jahres 1993 durch die Landesregierung Thüringen zum Krankenhaus der Maximalversorgung umgewandelt wurde.
Nach seiner Pensionierung konnte Müller sich voll seinen künstlerischen Neigungen widmen. Er zeigte bis Februar 2020 in seiner Sehr kleinen Galerie auf der Krämerbrücke selbstgefertigte Holzskulpturen, Bronzeplastiken und Aquarelle. Er hat außerdem Hunderte von Gedichten verfasst, teilweise bebildert mit Fotos seiner Werke.
Müller war über 50 Jahre mit der Theaterregisseurin Hildegard Müller verheiratet. Aus der Ehe gingen zwei Töchter hervor.

## Auszeichnungen
- Dr.-Ing. e. h. der TH Ilmenau
- Ernst-von-Bergmann-Plakette der Bundesärztekammer
- Verdienstorden der Bundesrepublik Deutschland, Verdienstkreuz 1. Klasse (24. März 2000)[2]